# Маријел Франко
Маријел Франко (порт. Marielle Francisco da Silva; : ; Марео, Рио де Жанеиро 27. јули1979 – Рио де Жанеиро 14. март 2018) била је бразилска политичарка, феминисткиња и активисткиња за људска права и социјалиста. Након што је стекла мастерирала јавну управу на Федералном универзитету Флуминенсе, од јануара 2017. до своје смрти била је одборник Градске скупштине Рио де Жанеира (општинска комора Рио де Жанеира) за Партију социјализма и слободе (ПСОЛ).
Дана 14. марта 2018, док су били у аутомобилу након што је одржала говора, Франко и њен возач су упуцани више пута и убијени од стране двојице убица из другог возила, северно од Рио де Жанеира. Франко је била отворени критичар полицијске бруталности и убистава, као и савезне интервенције бразилског председника Мишела Темера у фебруару 2018. у држави Рио де Жанеиро када је ангажована војска у полицијским операцијама. Често је оптуживала и војну полицију за убиства невиних људи у најсиромашнијим заједницама. У марту 2019. године, два бивша полицајца су ухапшена и оптужена за убиство Маријел Франко.

## Биографија

### Рани живот
Маријел Франко, ћерка Маринете и Антонија Франсиска да Силва Нета, родила у комплексу де Маре, скупу фавела смештених у северној зони Рија де Жанеира. У Мареу је Франко провела највећи део свог живота. Да би помогла своју породицу почела је да ради 1990. када је имала само 11 година. Неко време сарађивала је са Furação 2000, дискографском кућом која се бавила фанк музиком и наступима. Своју ћерку родила је 1998. године када је имала 19 година. Самостално је одгајала своју ћерку, без очеве помоћи, и радила је као васпитачица у вртићу. Маријел, која се током своје каријере борила за права ЛГБТ особа, 2004. године започиње љубавну везу са Mоником Бенисио. Пар је 2017. године одлучио да се пресели у насеље Тижука, заједно са Лујаром, Маријелином ћерком. Њихово вјенчање било је планирано крајем 2018. године.

### Образовање
Предуниверзитетске студије започиње 2000. године. Године 1998. лична трагедија је обележила Маријелин живот: једна од њених најбољих другарица је умрла након што ју је погодио залутали метак у окршају између полиције и дилера у Мареу. Подстакнута болом, млада Маријел је одлучила да се укључи у борбу за људска права. Као стипендисткиња фондације ProUni, (Програн Универзитет за све!) уписала је 2002. године друштвене науке на Папском католичком универзитет у Рио де Жанеиру, али и даље наставља да ради. Академску каријеру наставила је на Федералном универзитету Флуминенсе где је магистрирала јавну управу. Њена магистарска теза УПП: свођење фавеле на три слова односи се на програм за спровођење закона за поновно преузимање контроле над фавелама у Рију од банди.

### Политичка каријера
Почевши од 2007. године, Франко је радила као консултанткиња законгресмена државе Рио де Жанеиро, Марсела Фреша, а била је и координаторка Одбора државног законодавства за одбрану људских права и грађана у оквиру скупштине Риа де Жанеира. Такође је радила за организације цивилног сектора, укључујући Бразилску фондацију и Центар за солидарне акције Мареа. За мјесто у градској скупштини Риа да Жанеира кандидовала се на општинским изборима 2016. Као афро-бразилка и самохрана мајка поставила се као представница и бранитељка сиромашних људи из фавела. Од 1500 кандидата, она је била пета по освојеном броју гласова, освојивши преко 46.500 хиљада гласова. Као члан градске скупштине борила се против родно заснованог насиља, за репродуктивна права жена, и за права становништва фавела. Председавала је Комисијом за одбрану права жена и била је део четворочланог комитета који је надгледао савезну интервенцију у Рио де Жанеиру. Радећи са Лезбијским фронтом Рио де Жанеира, Франко је представила предлог закона за оснивање дана лезбијске видљивости у у Рио де Жанеиру у августу 2017. године, али предлог закона није прошао са 19 против и 17 гласова за.

## Последњи дани и атентат
Франко је на Твитеру, 13. марта 2018. проговорила против полицијског насиља у Рио де Жанеиру: „Још једно убиство младића које би се могло приписати полицији. Матеус Мело је излазио из цркве када је убијен. Колико ће других морати да умре да би се овај рат завршио?". Наредног дана присуствовала је дискусији "Младе црнкиње које покрећу структуре (власти)". Два сата након завршетка дискусије, њу и њеног возача Андреаса Педра Гомеша, убила су двојица мушкараца из другог аутомобила. Атентатори су у њих испалили девет хитаца од којих су четири погодила Маријелу - три у главу, а један у врат. Њен портпарол који се налазио на задњем седишту је рањен, али је преживео.
Марсело Фреш, члан законодавне скупштине Рио де Жанеира из ПСОЛ-а који је дошао на лице места убрзо након што је чуо за њено убиство, утврдио је да је Маријела била мета напада. Према полицији Рио де Жанеира, правац девет хитаца подржава хипотезу да је Франко била главни циљ. Меци који су кориштени у атентату су из серије коју је купила федерална полиција у Бразилији 2006. године. Министар јавне безбедности Раул Јунгман је касније рекао да су меци украдени из складишта поште у Параиби, али је министарство накнадно повукло ово објашњење након што га је Пошта јавно демантовала.
У јануару 2019, полиција је ухапсила мајора Роналда Паула Алвеша Переиру и издала потјерницу за бившим капетаном специјалних снага БОПЕ Адријаном Магаљисом да Нобрегом, који су осумњичени за њено убиство. Осумњичени су почетком 2000-тих били у пратњи Флавија Болсонара, сина предсједника Бразила Жаира Болсонара. Нобрегина супруга и мајка су и даље биле запослене у канцеларији Флавија Болсонара 2018.
У марту 2019, полиција је ухапсила двојицу осумњичених, бивших припадника војне полиције који су наводно били повезани са осветничком паравојном групом, за убиство. Пре хапшења, обојица осумњичених су се сликали са садашњим председником Жаиром Болсонаром, а један од осумњичених је био у његовом комшилуку у луксузном стамбеном комплексу у Рију. Новембра 2019. године, бројни бразилски медији известили су да полиција истражује могуће везе другог сина председника Болсонара, Карлоса, са случајем. Полиција до данас није идентификовала наручиоце убиства.

### Реакције на атентат
Хиљаде људи изашло је на улице у координисаним протестима широм Бразила. На зидовима су исписивали поруку "Бори се попут Маријеле". Маријелина сестра Анијела се придружила протестима у насељу гдје је напад извршен. Њен пријатељ Марсел Фрешо њено убиство је назвао злочином против демократије. Амнести интернешнал и Хјуман рајтс воч осудили су убиство Маријеле Франко. У Сједињеним америчким државама афроамериканске феминистице објавиле су изјаву у којој одају почаст Маријели као "још једној мученици" покрета "Животи црнаца су важни".
Новинар Глен Гринвалд, чији је супруг Дејвид Миранда био близак Маријелин пријатељ и колега у скупштини града, навео је оно што је назвао „најважнијим темама за покривање“ у вези са Франково убиство каже: "Њен немилосрдни и храбри активизам против најнезаконитијих полицијских батаљона, њено противљење војној интервенцији, и, што је најугроженије од свега, њена растућа моћ црне, геј жене из фавеле која не жели да се придружи бразилској структури моћи, већ да је сруши. Двоструко убиство Маријеле и њеног возача било је предмет осуде широм политичког миљеа у Бразилу. Сви председнички кандидати у Бразилу током кампање 2018. осудили су злочин, осим садашњег председника Жаира Болсонара, који је више пута одбијао да коментарише случај;  његова кампања је тврдила да би његови ставови о овој теми били превише контроверзни, упркос томе што је његова кампања највише експлоатисала управо безбедносна питања.

## Завјештање
Радионица дигиталне уметности одржана је у Најробију у Кенији под називом „Портрети Маријеле: Стварање мостова између Кеније и Бразила“ са младим кенијским уметницима, а уметничка дела су била изложена у Музеју Маре у Рио де Жанеиру 10. новембра 2018. Амнести интернешнал је укључио име Маријел Франко у своју глобалну кампању "Пишите за права", у покушају да осветли храбре жене које су биле малтретиране, затворене, мучене или чак и убијени због њиховог рада на људским правима. Глобоплеј емитовао је документарну серију под називом "Маријел" 13. марта 2020. године. Верзија 19 антикса, дистрибуције Линукса засноване на Дебијану названа је по Маријели Франко.

## Приватни живот
Идентификовала се као бисексуалац.
Франко је идентификован као бисексуалац. Са својом партнерком Моником Терезом Бенисио и ћерком Лујаром Сантос живјела је у насељу Тижука, гдје се преселила 2017. године. Њих две су се упознале на заједничком путовању са пријатељима када је Моника имала 18, а Маријел 24 године. У вези су биле 13 година, иако је веза често била прекидана, због неприхватања од стране родитеља и пријатеља. У тренуцима прекида Моника је одржавала везе са другим женама и мушкарцима, а Маријел са мушкарцима. Планирале су да се вјенчају у септембру 2018.